# Helena Ljungberg
Helena Maria Ljungberg, född 6 januari 1865 i Umeå landsförsamling, död 24 april 1923 i Umeå stadsförsamling, var en svensk kommunpolitiker. Hon valdes 1910 in i Umeå stadsfullmäktige och blev som sådan den första kvinna i Sverige som valdes in i stadsfullmäktige i landsorten. 

## Biografi
Ljungberg var dotter till landskamreraren Bernhard Ljungberg och Maria Grafström. Hon studerade först vid Umeå folkskollärararseminarium men utan att ta examen och därefter vid Smedmans handelsskola i Stockholm. Från 1892 var hon tjänsteman vid Västerbottens läns sparbank i Umeå, där hon 1910 blev ordinarie kassör. 
Tillsammans med den liberala telegrafisten Ingeborg Öhquist grundade hon 1903 en lokalavdelning av Landsföreningen för kvinnans politiska rösträtt, kallad Föreningen för kvinnans politiska rösträtt i Umeå, där hon fortsatt var styrelseledamot och från 1908 även skattmästare.
När Ljungberg den 30 mars 1910 – med stöd av högerpartiet Allmänna Valmansförbundet – genom fyllnadsval invaldes i stadsfullmäktige i Umeå var hon den första kvinna i landsorten som nått den positionen. Den första kvinna som valts in i svenskt stadsfullmäktige i landsorten genom allmänna val var däremot Gerda Planting-Gyllenbåga, som 1910 valdes in i Huskvarna stadsfullmäktige. I de följande allmänna valen 1911 omvaldes Ljungberg, och blev vid sidan av naturkunskapsläraren Anna Grönfeldt den första kvinna som tagit plats i Umeå stadsfullmäktige genom allmänna val.